# Mariópolis
Mariópolis är en kommun i Brasilien.   Den ligger i delstaten Paraná, i den södra delen av landet, 1 300 km söder om huvudstaden Brasília. Antalet invånare är 6 269.
Omgivningarna runt Mariópolis är en mosaik av jordbruksmark och naturlig växtlighet. Runt Mariópolis är det ganska glesbefolkat, med 34 invånare per kvadratkilometer.